# اليازدية
اليازدية قرية سورية في منطقة صافيتا التابعة لمحافظة طرطوس. تقع على بعد حوالي 6 كم جنوب مدينة صافيتا. تقع القرية على السفوح الغربية لجبال اللاذقية على بعد حوالي 25 كم شرق ساحل البحر الأبيض المتوسط. تتبع لها قرية ضهر اليازدية وخربة أبو حمدان. تشرف على سد الأبرش.
تنمو فيها أشجار السنديان وتزرع الأشجار المثمرة التي تعتمد على الطريقة البعلية، كالزيتون، واللوزيات.